# Moma (Distrikt)
Moma ist ein Distrikt in der mosambikanischen Provinz Nampula mit der Hauptstadt Moma. Der Distrikt liegt im Südwesten der Provinz, er grenzt im Norden an den Distrikt Mogovolas, im Westen an die Provinz Zambezia, im Süden an den Indischen Ozean und im Osten an den Distrikt Angoche.

## Geographie
Moma hat eine Fläche von 5814 Quadratkilometer und 349.864 Einwohner (Stand 2013). Dies ergibt eine Bevölkerungsdichte von 60 Einwohnern je Quadratkilometer. Der Distrikt gehört klimatisch zum Küstenstreifen mit eher trockenem Klima. Der durchschnittliche jährliche Niederschlag beträgt 800 bis 1000 Millimeter. Er liegt an der Mündung des Flusses Ligonha.

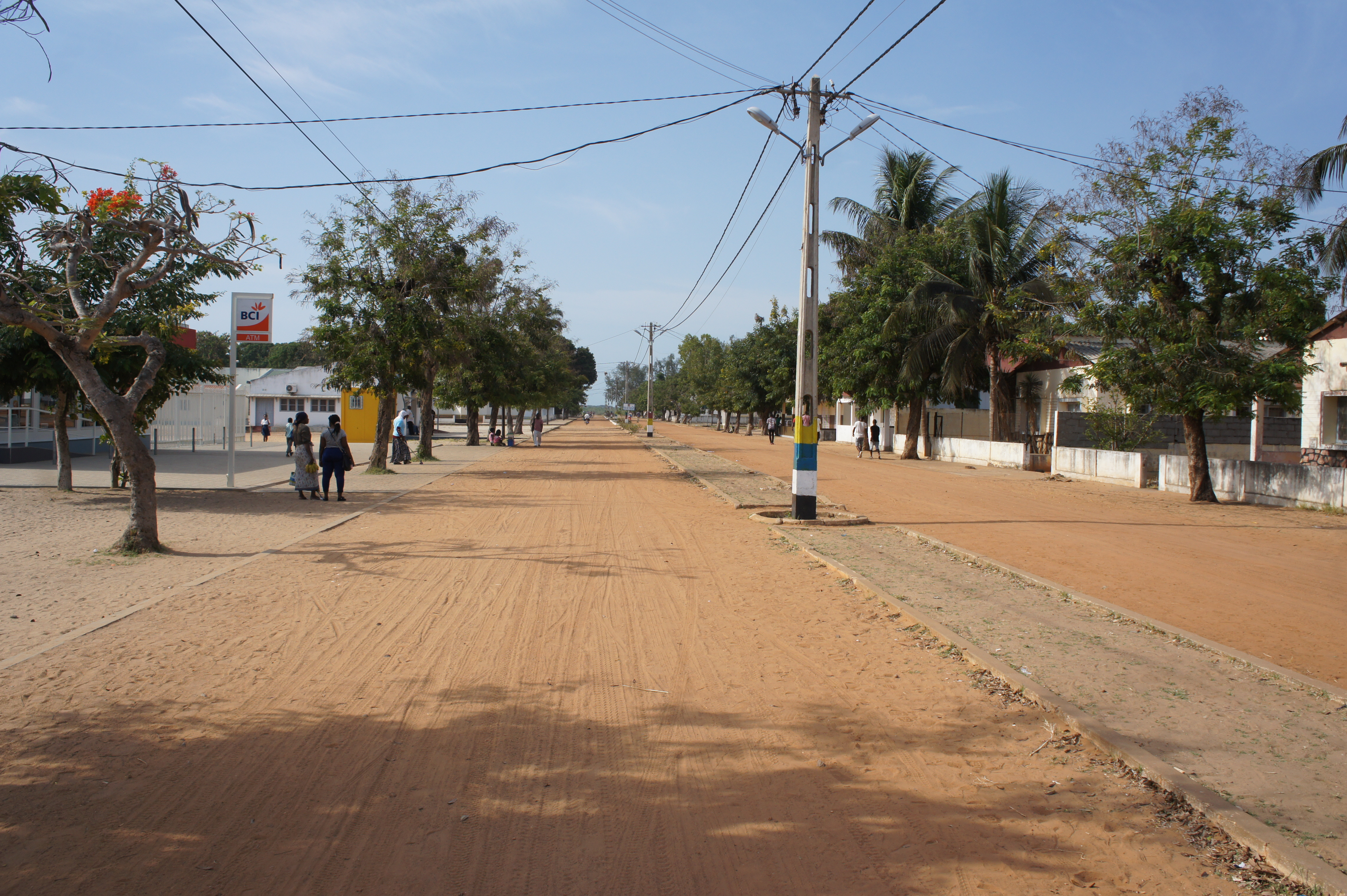
Ansicht der Stadt Moma

## Bevölkerung
Moma hat wie viele Distrikte in Mosambik eine junge Bevölkerung: Achtzehn Prozent der Einwohner sind jünger als fünf Jahre, 26 Prozent sind zwischen 15 und 64 Jahren alt und nur 3 Prozent sind 65 Jahre oder älter (Stand 2014).
Im Gegensatz zur Provinz gibt es in Moma nur 29 Prozent Katholiken (39 Prozent in der Provinz Nampula), dafür aber einen hohen Anteil von Menschen, die sich zu keiner Religion bekennen.

## Einrichtungen und Dienstleistungen
| Im Distrikt befinden sich 181 Grundschulen (Primárias), davon sind 138 öffentliche Schulen und 43 Privatschulen. Von den neun weiterführenden Schulen (Secundárias) sind alle öffentlich (Stand 2013). Mit 85 Schülern pro Lehrer in den Grundschulen ist Moma deutlich über dem Durchschnitt der Provinz Nampula. In den weiterführenden Schulen liegt der Distrikt mit 30 Schülern pro Lehrer im Provinzschnitt. Wie in vielen Distrikten in Mosambik ist der Analphabetismus vor allem bei älteren Frauen hoch. Bei den 15- bis 19-Jährigen können 48 Prozent der Burschen aber 72 Prozent der Mädchen nicht Lesen und Schreiben, bei den über 60-Jährigen sind es 73 Prozent der Männer und 96 Prozent der Frauen. | Hier fehlt eine Grafik, die leider im Moment aus technischen Gründen nicht angezeigt werden kann. Wir arbeiten daran! |

## Verwaltungsgliederung
Der Distrikt Moma ist in vier Verwaltungsposten (postos administrativos) gegliedert:

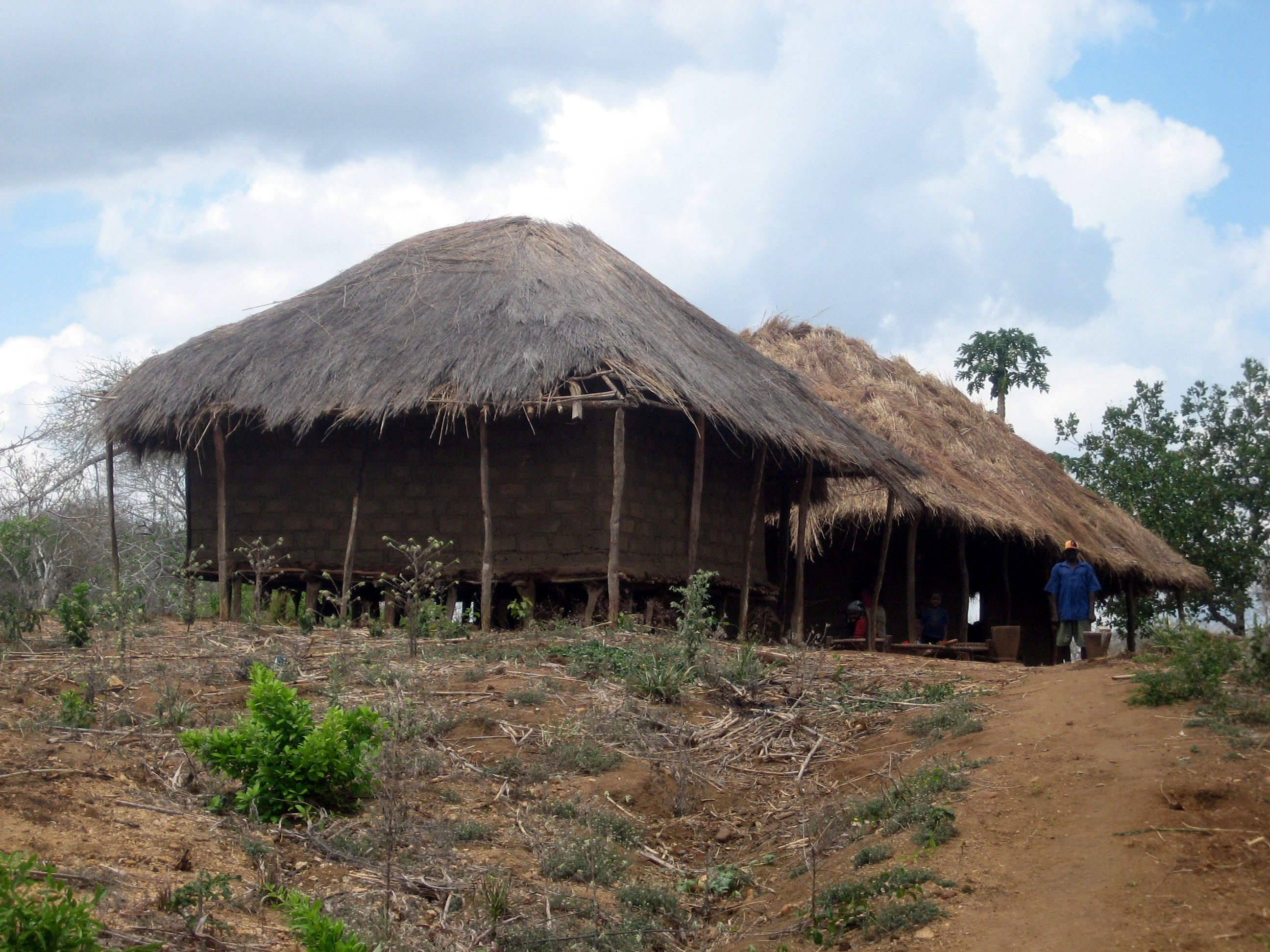
Typisches Haus auf dem Land

- Macone
- Chalaua
- Larde
- Mucuali[2]

## Wirtschaft und Infrastruktur
Die durchschnittliche Wohnstätte im Distrikt ist eine Hütte mit Erdboden, Wänden aus Schilf oder Holz und einem Strohdach. Von den Durchschnittsfamilien hat jede zweite ein Radio und ein Fahrrad, keine einen Stromanschluss, keine ein Auto. So gut wie kein Haus hat einen Trinkwasseranschluss oder einen Kanalanschluss, fast 90 Prozent beziehen das Wasser aus einem Brunnen.

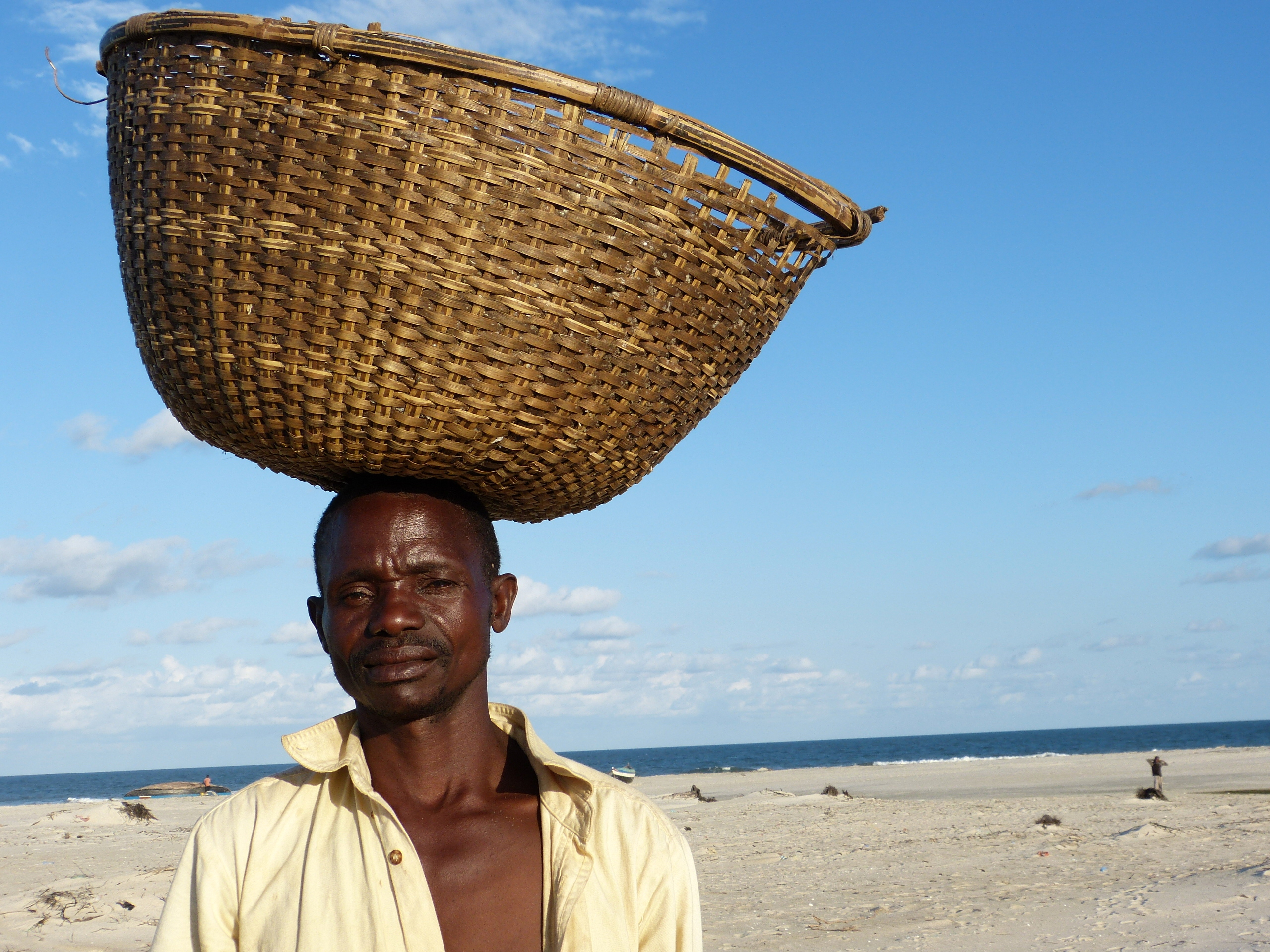
Fischer in Naghona, nahe der Titanmine

### Landwirtschaft
In 66.000 landwirtschaftlichen Betrieben werden Grundnahrungsmittel auf einer Gesamtfläche von 95.000 Hektar angebaut. Das entspricht einer durchschnittlichen Größe von 1,4 Hektar je Betrieb (Stand 2010). Fast 95 Prozent der Betriebe befinden sich in Familienbesitz. In den kleinen Familienbetrieben arbeiten meist mehrere Familienmitglieder mit, oft auch Kinder unter zehn Jahren. Hier werden neben Traktoren auch Zugtiere eingesetzt. Die unregelmäßigen und unterdurchschnittlichen Niederschläge führen häufig zu schlechten Ernten.
Hauptsächlich angebaut werden Mais, Maniok, Bohnen, Erdnüsse und Süßkartoffel, daneben werden Obstbäume, Kokospalmen und Cashewbäume gepflegt. Rund 6.000 Betriebe halten auch 72.000 Hühner.
An der Küste und an den Flüssen und Seen ist das Fischen eine wichtige Einkommensquelle.

### Bodenschätze
Moma hat das weltweit größte Titanmineralvorkommen. Die Mine enthält die Titanmineralien Ilmenit, Rutil und Zirkon. Daraus wird vor Ort Titandioxid gewonnen. Dieses wird bei der Herstellung von Lacken zur Erhöhung des Deckvermögens verwendet. Der Abbau der Mineralien erfolgt durch Ausbaggern. Im Jahr 2011 wurden Vorräte von rund 26 Millionen Tonnen Ilmenit, 1,8 Millionen Tonnen Zirkon und 0,55 Millionen Tonnen Rutil festgestellt. Im gleichen Jahr wurden vor Ort 842.900 Tonnen Schwermineralkonzentrat hergestellt. Da die Mine nahe der Küste liegt, werden die Fertigprodukte mit einem 2,4 Kilometer langen Überlandfördersystem zur Küste transportiert und dort auf Schiffe verladen.

### Verkehr
Der Bezirk Moma hat hauptsächlich regionale Straßenverbindungen, die die Stadt Moma mit den anderen Städten im Distrikt, sowie mit der Provinzhauptstadt Nampula verbindet. An der Küste gibt es auch lokalen Schiffsverkehr.